# 山西行都指挥使司
山西行都指挥使司，明朝五个行都指挥使司之一。
洪武四年（1371年）正月置大同都卫。治白羊城。洪武八年（1375年）十月更名山西行都指挥使司。二十五年（1392年）八月徙治大同府。二十六年（1393年）二月领二十六卫。後來宣府左、右，万全左、右，怀安五卫，改属万全都指挥使司。之后山西行都指挥使司领十四卫，属于后军都督府。

## 下设卫所
- 大同左卫
- 大同右卫
- 大同前卫
- 大同后卫
- 朔州卫（治州城）
- 蔚州卫，后改属万全都司

已下俱山西大同等处卫所调改及添设
- 镇虏卫
- 安东中屯卫（寄治应州城）
- 阳和卫
- 玉林卫
- 高山卫
- 云川卫
- 天城卫
- 威远卫
- 平虏卫
- 山阴千户所
- 马邑千户所
- 井坪千户所